# Luitpoldpark (Landau in der Pfalz)
Der Luitpoldpark – alternativ Fortananlagen oder Fort genannt – ist eine Parkanlage in Landau in der Pfalz. Sie ist als Denkmalzone ausgewiesen.

## Lage
Der Park befindet sich im Nordwesten der Kernstadt von Landau in der Pfalz. Unmittelbar östlich befinden sich der Campus Landau der Rheinland-Pfälzischen Technischen Universität Kaiserslautern-Landau und die Konrad-Adenauer-Realschule.

## Geschichte
Nachdem die Festung Landau 1871 geschleift wurde, blieben im Bereich des gegenwärtigen Parks vergleichsweise viele Reste erhalten. Im frühen 20. Jahrhundert wurden mehrere Elemente in diesem Bereich hinzugefügt wie beispielsweise der Bismarckturm und das sogenannte „Schweizer Häusel“. Seit 1989 ist die Anlage als Denkmalzone ausgewiesen.

## Charakteristika und Gestaltung
Der Park stellt eine Art Wald innerhalb der Stadt Landau dar. Es handelt sich um eine vorgeschobene barocke Befestigungsanlage, die im Zeitraum von 1700 bis 1702 unter der Regie von Stadtbaumeister Ingenieur-Oberst Jacques Tarade entstand. Der Hauptwall mit Kronwerk besteht aus zwei Halb- und drei Vollbastionen, einem Hauptgraben, Grabenscheren und Resten der Vorwerken sowie untertägigen Anlagen. Der weitere Ausbau folgte von 1705 bis 1733 und 1743.
Im Park selbst befindet sich das Denkmal für Emich von Leiningen und Rudolf von Habsburg sowie der Bismarckturm.